# Vive Latino
Le Vive Latino, par extension Festival Iberoamericano de Cultura Musical Vive Latino, est un festival de musique alternative, organisé chaque année au stade Foro Sol, de Mexico, depuis 1998.

## Histoire
En 1998, le Mexique consolide une génération de rock en espagnol et promeut la musique chantée en anglais. À ses débuts, le festival se base sur cette génération.
Au fil des décennies, le festival est sponsorisé par MTV, Coca Cola, Movistar et la Cervecería Cuauhtémoc Moctezuma. Le Vive Latino est le festival de rock le plus important d'Amérique du Sud. Il fait participer des groupes et artistes alternatifs ou underground.
La première édition se déroule en 1998. Depuis, il se déroule annuellement à l'exception des années 1999 et 2002.
Pour l'édition 2003, ils intègrent une scène exclusivement réservée à la musique électronique. Les éditions ne suivantes ne renouvellent pas l'expérience jusqu'en 2009.
En plus de jouer du rock en espagnol, le festival se consacre également à l'art urbain comme les graffitis.
Le 7 novembre 2017, le festival annonce sa liste officielle pour l'édition 2018.

## Éditions

### Années 1990
- 1998 (Miguel Ríos, El Tri, Danza Invisible, Illya Kuryaki ...)

### Années 2000
- 2000 (Fabulosos Cadillacs, Jaguares, Enrique Bunbury, Ska-P ...)
- 2001 (Los Pericos, Save Ferris, etc.)
- 2003 (Molotov, Café Tacuba, etc.)
- 2004 (Ill Nino, The Mars Volta, Bersuit Vergarabat, Rata Blanca, DLD ...)
- 2005 (Jarabe de Palo, Moderatto, Vicentico, The Skatalites, División Minúscula ...)
- 2005 Vive Latino Presenta Festival de Ska: Ska-P, The Skatalites, The Selecter, La Tremenda Korte, De Saloon et Sekta Core.
- 2006 (Celtas Cortos, Los Planetas, Los Bunkers, Ozomatli ...)
- 2007 (Fahrenheit, ...)

### Années 2010
- 2010 (Deftones, Descartes a Kant, Ventilader ...)
- 2011 (No Te Va Gustar, Sepultura ...)
- 2013 (Camila Moreno, ...)
- 2014 (Camila Moreno, ...)
- 2016 (Camila Moreno, Las Manos de Filippi...)
- 2019 (Cirse ...)

### Années 2020
- 2020 (Flor Amargo ...)